# Suleimanovella
Suleimanovella es un género de foraminífero bentónico considerado un sinónimo posterior de Parathuramminites de la subfamilia Parathurammininae, de la familia Parathuramminidae, de la superfamilia Parathuramminoidea, del suborden Fusulinina y del orden Fusulinida. Su especie tipo era Parathurammina suleimanovi. Su rango cronoestratigráfico abarcaba el Carbonífero.

## Discusión
Algunas clasificaciones más recientes incluirían Suleimanovella en el suborden Parathuramminina, del orden Parathuramminida, de la subclase Afusulinina y de la clase Fusulinata.

## Clasificación
Suleimanovella incluía a las siguientes especies:
- Suleimanovella brazhnikovae †
- Suleimanovella elegans †
- Suleimanovella ovalis †
- Suleimanovella paulis †
- Suleimanovella shishkatica †
- Suleimanovella suleimanovi †
- Suleimanovella totaensis †

En Suleimanovella se han considerado los siguientes subgéneros:
- Suleimanovella (Kolongella), aceptado como Parathurammina
- Suleimanovella (Radiosphaerella), aceptado como Salpingothurammina